# Le Pays malouin
Le Pays malouin est un journal hebdomadaire local français diffusé dans le nord d'Ille-et-Vilaine sur les cantons de Saint-Malo, Dinard, Cancale, Châteauneuf-d'Ille-et-Vilaine, Dol-de-Bretagne, Combourg.
Il fait partie du groupe de presse Publihebdos, une filiale du Groupe SIPA - Ouest-France.